# Bourreria huanita
Bourreria huanita là loài thực vật có hoa trong họ Mồ hôi. Loài này được (Lex.) Hemsl. mô tả khoa học đầu tiên năm 1882.